# Присяга вояка УПА
Присяга вояка Української повстанської армії — законодавчий документ українського підпілля в роки Другої світової війни, підготовлений Проводом ОУН і Головною командою УПА. Присягу складали вояки Української повстанської армії.
Текст присяги затверджений на установчому Великому зборі Української головної визвольної ради 11—15 липня 1944 року біля села Сприня (Львівська область). Присяга введена в дію наказом Головного військового штабу УПА від 19 липня 1944 року. До наказу додавалась інструкція про порядок складання та проведення відповідних святкових заходів. Текст присяги був опублікований у журналі «Повстанець» у листопаді 1944 року.

## Складання присяги
Вперше присягу прийняли вояки трьох сотень «Змії», «Булава» та «Леви». Це відбулося 5 серпня 1944 року. Присягу проводив шеф Головного військового штабу УПА.
Сама присяга відбувалася в урочистій атмосфері, за участю представників вищого керівництва УПА та духовенства. Присягати вояки могли тільки після закінчення вишколу. До цієї події вояки готувалися заздалегідь, вивчаючи напам'ять текст. Церемонія відбувалася на широкій галявині, повстанці були святково вбрані та зі зброєю в руках, усе це супроводжувалося богослужінням.
Під час присяги воїни сотні вишикувалися в каре (незамкнений чотирикутник), у центрі виставлявся вівтар з тризубом (замість нього могла бути зброя, насамперед важкий кулемет), поруч міг стояти хрест.
Представник вищого командування виголошував промову, у якій роз'яснював важливість присяги. Після цього до престолу підходив почет з тризубом, до нього підходили повстанці, які складали присягу. Представник командування УПА зачитував текст присяги, а вояки його повторювали. Після цього проводилися служба Божа, молебень чи панахида за загиблих повстанців, співав хор. Церемонія завершувалася виконанням гімну «Ще не вмерла Україна». Вояки, які прийняли присягу, розписувалася на листку з текстом присяги.

## Текст присяги
Я, воїн Української Повстанчої Армії, взявши в руки зброю, урочисто клянусь своєю честю і совістю перед Великим Народом Українським, перед Святою Землею Українською, перед пролитою кров’ю усіх Найкращих Синів України, та перед Найвищим Політичним Проводом Народу Українського:

Боротися за повне визволення всіх українських земель і українського народу від загарбників та здобути Українську Самостійну Соборну Державу. В цій боротьбі не пожалію ні крові, ні життя і буду битись до останнього віддиху і остаточної перемоги над усіма ворогами України.

Буду мужнім, відважним і хоробрим у бою та нещадним до ворогів землі української.

Буду чесним, дисциплінованим і революційно-пильним воїном.

Буду виконувати всі накази зверхників.

Суворо зберігатиму військову і державну таємницю.

Буду гідним побратимом у бою та бойовому життю всім своїм товаришам по зброї.

Коли я порушу, або відступлю від цієї присяги, то хай мене покарає суворий закон Української Національної Революції і спаде на мене зневага Українського Народу.